# Christine Le Bozec
Pour les articles homonymes, voir Le Bozec.
Christine Le Bozec, née en 1941, est une historienne française spécialiste de la Révolution française.

## Biographie
Christine Le Bozec est née en 1941.
Elle soutient en 1993 à l'université de Rouen sa thèse sur Boissy d'Anglas, sous la direction de Claude Mazauric. Ce travail s'inscrit dans un renouveau, dans les années 1990, de la biographie et en particulier des thèses biographiques concernant la Révolution française. 
Christine Le Bozec est maître de conférences à l'université de Rouen.
De sa thèse, Christine Le Bozec tire un livre publié en 1995. Dans cette biographie de Boissy d'Anglas, elle dépasse le lieu commun historiographique de l'opportunisme politique d'un itinéraire qui le conduit de la Convention à la Chambre des pairs de la Restauration pour interroger son statut de notable et mettre en évidence la permanence de ses convictions libérales,.
Christine Le Bozec publie ensuite une biographie du peintre rouennais Anicet Charles Gabriel Lemonnier, dont le tableau le plus célèbre est Lecture de la tragédie de L'Orphelin de la Chine de Voltaire dans le salon de Madame Geoffrin. Elle y décrit notamment son engagement dans le mouvement des Lumières et la Révolution française,,,. Son livre suivant examine l'évolution de la Normandie au XVIIIe siècle, racontant la croissance économique, les évolutions culturelles et le déroulement de la Révolution dans cette province,. 
Elle publie également un livre de synthèse sur la Première République et une biographie de Barras, officier d'Ancien Régime, conventionnel régicide devenu thermidorien puis exilé sous le Consulat. Ses deux ouvrages suivants sont aussi des livres de synthèse, sur les femmes et la Révolution, où elle montre que la Révolution n'a pas été en bloc une période de régression des droits des femmes, mais qu'il convient d'y distinguer des périodes et sur la religion et la Révolution, où elle étudie les évolutions de la politique religieuse de la France de 1789 au Concordat de 1801,,.

## Principales publications

### Ouvrages personnels
- Boissy d'Anglas : Un grand notable libéral, Privas, Publication de la fédération des œuvres laïques de l'Ardèche, 1995, 503 p. (ISBN 978-2950155498, lire en ligne)[4],[5].
- Lemonnier, un peintre en révolution, Mont-Saint-Aignan, Presses universitaires de Rouen et du Havre, 2000, 180 p. (ISBN 979-10-240-1095-3 et 978-2-87775-292-3, DOI 10.4000/books.purh.6497, lire en ligne)[6],[7],[8],[9].
- La Normandie au XVIIIe siècle : Croissance, Lumières et Révolution, Rennes, Editions Ouest-France, coll. « Université », 2002, 224 p. (ISBN 978-2-7373-3145-9)[10],[11].
- La Première République 1792-1799, Paris, Perrin, 2014, 365 p. (ISBN 978-2262044336)[12].
- Barras, Paris, Perrin, coll. « Biographies », 2016, 400 p. (ISBN 978-2-262-04709-2)[13].
- Les Femmes et la Révolution. 1770-1830, Paris, Passés composés, 2019, 220 p. (ISBN 978-2-3793-3012-4, lire en ligne)[14].
- Révolution et religion, Paris, Passés Composés, 2021, 155 p. (ISBN 978-2-37933-345-3, DOI 10.3917/paco.lebo.2021.01, lire en ligne)[15],[16],[17].

### Ouvrages collectifs
- Christine Le Bozec et Éric Wauters (dir.), Pour la Révolution française : En hommage à Claude Mazauric, Rouen, Publications de l’Université de Rouen (no 241), 1998, 584 p. (ISBN 9782877752381, lire en ligne).
- Jean-Pierre Jessenne, Pascal Dupuy et Christine Le Bozec (dir.), L'institution préfectorale et les collectivités territoriales : Colloque organisé à Rouen le 25 mars 2000, Villeneuve d’Ascq, Publications de l’Institut de recherches historiques du Septentrion - CRHEN-O, coll. « Du Directoire au Consulat » (no 4), 2001, 142 p. (ISBN 978-2-905637-41-3 et 978-2-490296-07-1, DOI 10.4000/books.irhis.1817, lire en ligne)[18],[19].